# 云南经正书院

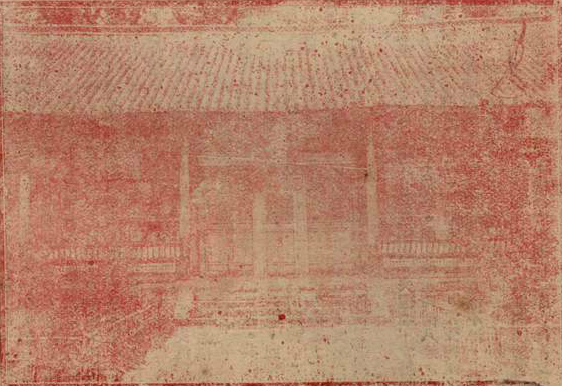
1947年的经正书院旧址

经正书院，是一个清朝、民国时期的书院，位于云南昆明。

## 沿革
清光绪十七年（1891年），总督王文韶、巡抚谭钧培等在昆明报恩寺故址修建。同年光绪帝赐御书“滇池植秀”匾，院舍布局仿五华书院，有传经、拜经、枕经、居正、守正、中正等斋。学重经史辞章，不习举业，招云南全省诸生24人住院肄业，外课定额80人。1900年，陈荣昌担任书院山长。院中图书丰富，后因战乱停止办学。
1908年（清光绪三十四年），云南经正书院、五华书院、育材书院相继停办，三个书院的图书典籍汇集到高等学堂内（后改为两级师范学堂）。在当时江南等地陆续建立图书馆的思想影响下，云南提学使叶尔恺与周钟获、秦光玉等人商议后，决定筹建云南图书馆，确定原经正书院为馆址。他们选三个书院藏书中，除了无复本的仍留在师范学堂外，凡有复本的均各提取一部，与原来学务公所图书科的藏书，一起集中在翠湖经正书院原址，作为云南图书馆的成立基础。